# Поль Жане
Поль Александер Рене Жане (фр. Paul Alexandre René Janet; 30 квітня 1823, Париж — 4 жовтня 1899) — французький філософ, учень Віктора Кузена, яскравий супротивник філософского матеріалізму.

## Біографія
Народився в Парижі. У 1841 році закінчив ліцей Святого Людовіка, згодом вступає до Вищого педагодічного інституту. У 1844 році йому була присуджена ступінь агреже філософії, у 1848 — доктора словесності за роботу щодо діалектики Платона (Essai sur la dialectique de Platon , 1848). Викладав у коледжі Бурга, у ліцеї в Стразбурзі, а також читав курс логіки в ліцеї Людовіка Великого. У 1864 році став професором історії філософії у Сорбонні. Суттєво вплинув на погдяли свого племінника, відомого психоаналітика П'єра Жане.

## Філософські погляди
У своїй концепції Жане розвивав метод еклектизму, вважаючи завданням еклектичного спіритуалізму застосування у філософії об'єктивного методу, що дає можливість узгодити між собою дані всіх наук. Показовою в цьому сенсі робота «Мораль» (La morale, 1877), де Жане намагається примирити настільки різні концепції, як евдемонізм Аристотеля і кантівський ригоризм: у виконанні обов'язку, на його думкку, проявляється процес розвитку людської природи в напрямку її вдосконалення. У роботі «Психологія і метафізика» (Psychologie et métaphysique, 1897) Жане розвивав ідеї Віктора Кузена про саморефлексії і інтроспекції як основні методи філософського пізнання, що дозволяють суб'єкту осягнути власну особистість і абсолютне.

## Твори
- Essai sur la dialectique dans Platon et dans Hegel (2 вид., 1860);
- La famille; leçons de philosophie morale (1855; 10 вид., 1873)
- Philosophie du bonheur" (4 видавництва., 1873);
- Le matérialisme contemporain en Allemagne" (3 вид., 1878);
- La crise philosophique (1865);
- Le cerveau et la pensée (1867);
- Eléments de morale (1870);
- Histoire de la science politique dans ses rapports avec la morale (3 вид., 1886);
- Les problèmes du XIX siècle (1872);
- La morale (1874);
- Philosophie de la Révolution française (1875);
- Les causes finales (1877);
- Sainl-Simon et le Saint-Simonisme (1878);
- La philosophie française contemporaine (1879);
- Traité élémentaire de philosophie (4 видавництва., 1884);
- Les maîtres de la pensée moderne (1883);
- Les origines du socialisme contemporain (1883);
- Victor Cousin et son oeuvre (1885);
- Les passions et les caractères dans la littérature française au XVII siècle (1888);
- Dieu, l'homme et la béatitude (1878, зі вступом).